# Between Showers
Between Showers is een Amerikaanse stomme film uit 1914, geregisseerd door Henry Lehrman, met Charlie Chaplin in de hoofdrol.

## Verhaal
Twee mannen (Chaplin en Sterling) proberen een jonge vrouw (Clifton) een modderige straat over te helpen. Eerst biedt Sterling haar een (gestolen) paraplu aan maar Chaplin heeft een ander idee. Wanneer ze beiden houten planken gaan halen komt er een agent voorbij die de vrouw optilt en de straat oversteekt. Sterling is verontwaardigd en eist zijn paraplu terug. Ze geraken betrokken in een gevecht om de paraplu en Chaplin kan deze bemachtigen en aan de jonge dame teruggeven.

## Rolverdeling
| Acteur            | Personage              |
| ----------------- | ---------------------- |
| Charlie Chaplin   | versierder             |
| Ford Sterling     | rivaal                 |
| Chester Conklin   | politieagent           |
| Edward Nolan      | hulpvolle agent        |
| Emma Bell Clifton | dame in nood           |
| Sadie Lampe       | verloofde van de agent |